# Euchalcia phrygiae
Euchalcia phrygiae är en fjärilsart som beskrevs av Claude Dufay 1963. Euchalcia phrygiae ingår i släktet Euchalcia och familjen nattflyn. Inga underarter finns listade i Catalogue of Life.